# Sedili
Sedili (Sedilius) fou un bisbe de Britànnia que apareix com a signant a les actes del concili de Roma del 721.
Es titulava " Episcopus Britanniae de genere Scotorum". No s'ha de confondre amb un altre Sedili, un irlandès que va viure uns segles després i va compilar algunes obres d'Orígenes, Eusebi de Cesarea i Jerònim entre d'altres, i un comentari sobre sant Pau que es conserva amb el títol "Sedulii Scoti Hiberniensis in ones epistolas Pauli Collectaneum."